# 刘卓
刘卓（1981年—），男，黑龙江哈尔滨人，中国音乐制作人、键盘手、编曲，曾任《中国好声音》、《梦想的声音》等节目的音乐总监。